# غوردون برادلي (لاعب كرة قدم)
غوردون برادلي (بالإنجليزية: Gordon Bradley) (23 نوفمبر 1933 بسندرلاند في المملكة المتحدة - 29 أبريل 2008 بماناساس في المملكة المتحدة) هو مدرب كرة قدم ولاعب كرة قدم أمريكي وبريطاني في مركز الوسط. شارك مع منتخب الولايات المتحدة لكرة القدم. أما مع النوادي، فقد لعب مع نادي كارلايل يونايتد ونيويورك كوسموس وبالتيمور بايز ‏ وتورونتو سيتي ونيويورك جنرالز ‏ ونادي برادفورد بارك أفنيو.

## وصلات خارجية
- غوردون برادلي على موقع قاعدة بيانات كرة القدم.إي يو (الإنجليزية)
- غوردون برادلي على موقع ناشيونال فوتبول تيمز (الإنجليزية)